# Chiajna (gmina)
Chiajna – gmina w południowo-zachodniej części okręgu Ilfov w Rumunii. W skład gminy wchodzą trzy wsie: Chiajna, Dudu i Roșu. W 2011 roku liczyła 14 259 mieszkańców.